# Odprto prvenstvo Francije 2018
Odprto prvenstvo Francije 2018 je sto sedemnajsti teniški turnir za Grand Slam, ki je med 27. majem in 10. junijem 2018 potekal v Parizu.

## Moški posamično
- Rafael Nadal :  Dominic Thiem, 6–4, 6–3, 6–2

## Ženske posamično
- Simona Halep :  Sloane Stephens, 3–6, 6–4, 6–1

## Moške dvojice
- Pierre-Hugues Herbert /  Nicolas Mahut:  Oliver Marach /  Mate Pavić, 6–2, 7–6(7–4)

## Ženske dvojice
- Barbora Krejčíková /  Kateřina Siniaková:  Eri Hozumi /  Makoto Ninomija, 6–3, 6–3

## Mešane dvojice
- Latiša Čan /  Ivan Dodig:  Gabriela Dabrowski /  Mate Pavić, 6–1, 6–7(5–7), [10–8]